# 宗秦客
宗秦客（？—691年），唐朝河東（今山西省运城市）人，在武则天在位期间，690年担任宰相（内史）。
宗秦客的母亲是武则天的堂姐，外祖母諸葛芬是武則天三叔武士逸的側室。宗秦客主持《圣母神皇实录》。689年，在武则天的授意下，时任鳳閣侍郎（中书侍郎）的宗秦客，制作了12个新字，包括“照”、“天”、“地”、“日”、“月”、“星”、“君”、“臣”、“载”、“初”、“年”、“正”，即所谓则天文字。在690年—705年的武周王朝使用。690年九月十二，武则天迫使儿子唐睿宗退位，自称圣神皇帝，建立武周，以凤阁侍郎宗秦客检校内史，宗秦客私下请武则天改换朝代，所以首先任内史（中书令）。十月廿一，宗秦客因贪赃获罪，贬为遵化县尉，他弟弟宗楚客、宗晋卿被流放岭外。一年后宗秦客死在流放地。